# احمس (شاهزاده)
اَحمُس (انگلیسی: Ahmose) شاهدخت اهل مصر باستان در دوران حکومت دودمان هفدهم مصر بود.
او تنها دختر شناخته شده فرعون تائو دوم (دلیر) از خواهر ناتنی-همسرش سات‌جحوتی بود. او خواهر ناتنی فرعون احمس یکم و ملکه احمس نفرتاری بود. القاب او عبارت بودن از دختر پادشاه و خواهر پادشاه. برخی از اقلامی که در مقبرهٔ او پیدا شده (از جمله فصل ۲۰ از کتاب مردگان) در موزه مصرشناسی تورین نگهداری می‌شود.